# Wahlbezirk Böhmen 66
Der Wahlbezirk Böhmen 66 war ein Wahlkreis für die Wahlen zum Abgeordnetenhaus im österreichischen Kronland Böhmen. Der Wahlbezirk wurde 1907 mit der Einführung der Reichsratswahlordnung geschaffen und bestand bis zum Zusammenbruch der Habsburgermonarchie.

## Geschichte
Nachdem der Reichsrat im Herbst 1906 das allgemeine, gleiche, geheime und direkte Männerwahlrecht beschlossen hatte, wurde mit 26. Jänner 1907 die große Wahlrechtsreform durch Sanktionierung von Kaiser Franz Joseph I. gültig. Mit der neuen Reichsratswahlordnung schuf man insgesamt 516 Wahlbezirke, wobei mit Ausnahme Galiziens in jedem Wahlbezirk ein Abgeordneter im Zuge der Reichsratswahl gewählt wurde. Der Abgeordnete musste sich dabei im ersten Wahlgang oder in einer Stichwahl mit absoluter Mehrheit durchsetzen. Der Wahlkreis Böhmen 66 umfasste die Gerichtsbezirke Tabor, Jungwoschitz, Soběslau, wobei die Städte Tábor und Soběslau (Wahlbezirk 29) ausgenommen waren:

## Wahlergebnisse

### Reichsratswahl 1907
Die Reichsratswahl 1907 wurde am 14. Mai 1907 (erster Wahlgang) sowie am 23. Mai 1907 (Stichwahl) durchgeführt.

#### Erster Wahlgang
| Kandidat                                                                       | Partei                                               | Wahlkreis- stimmen | Stimmen- anteil |
| ------------------------------------------------------------------------------ | ---------------------------------------------------- | ------------------ | --------------- |
| Emanuel Vyletalek                                                              | Tschechische Sozialdemokratische Partei              | 4120               | 35,8 %          |
| Josef Suhrada                                                                  | Tschechische Agrarpartei                             | 3085               | 26,8 %          |
| Josef Dvorak                                                                   | Partei des katholischen Volkes (Klerikaler Agrarier) | 2619               | 22,8 %          |
| Ignaz Lang                                                                     | Jungtschechen                                        | 1413               | 12,3 %          |
| Emanuel Rosol                                                                  | Tschechisch radikal-fortschrittliche Partei          | 207                | 1,8 %           |
|                                                                                | Sonstige Parteien                                    | 51                 | 0,4 %           |
| Wahlberechtigte: 13.354, Ungültige/Leere Stimmen: 161, Wahlbeteiligung: 87,3 % |                                                      |                    |                 |

#### Stichwahl
| Kandidat                                                                       | Partei                                  | Wahlkreis- stimmen | Stimmen- anteil |
| ------------------------------------------------------------------------------ | --------------------------------------- | ------------------ | --------------- |
| Josef Suhrada                                                                  | Tschechische Agrarpartei                | 5932               | 57,1 %          |
| Emanuel Vyletalek                                                              | Tschechische Sozialdemokratische Partei | 4464               | 42,9 %          |
| Wahlberechtigte: 13.354, Ungültige/Leere Stimmen: 156, Wahlbeteiligung: 87,3 % |                                         |                    |                 |

### Reichsratswahl 1911
Die Reichsratswahl 1911 wurde am 13. Juni 1911 sowie am 20. Juni 1911 (Stichwahl) durchgeführt.

#### Erster Wahlgang
| Kandidat                                                                       | Partei                                  | Wahlkreis- stimmen | Stimmen- anteil |
| ------------------------------------------------------------------------------ | --------------------------------------- | ------------------ | --------------- |
| Karel Viskovsky                                                                | Tschechische Agrarpartei                | 4366               | 42,3 %          |
| František Heller                                                               | Tschechische Sozialdemokratische Partei | 3001               | 29,1 %          |
| Emanuel Jungr                                                                  | Christlichsoziale Partei                | 2145               | 20,8 %          |
| August Hašek                                                                   | Tschechisch national-soziale Partei     | 774                | 7,5 %           |
|                                                                                | Sonstige Parteien                       | 36                 | 0,3 %           |
| Wahlberechtigte: 13.676, Ungültige/Leere Stimmen: 147, Wahlbeteiligung: 76,6 % |                                         |                    |                 |

#### Stichwahl
| Kandidat                                                                       | Partei                                  | Wahlkreis- stimmen | Stimmen- anteil |
| ------------------------------------------------------------------------------ | --------------------------------------- | ------------------ | --------------- |
| Karel Viskovsky                                                                | Tschechische Agrarpartei                | 5437               | 59,8 %          |
| František Heller                                                               | Tschechische Sozialdemokratische Partei | 3652               | 40,2 %          |
| Wahlberechtigte: 13.676, Ungültige/Leere Stimmen: 173, Wahlbeteiligung: 67,7 % |                                         |                    |                 |